# 한국종축개량협회
한국종축개량협회는 가축의 우량한 혈통을 보존 ·보급하여 형질의 개량과 능력을 향상시켜 생산성을 높임을 목적으로 1969년 5월 2일 설립된 대한민국 농림수산식품부 소관의 사단법인이다. 사무실은 서울특별시 서초구 서초3동 1516-5, 축산회관 내에 있다.

## 주요 사업
- 가축의 혈통등록에 관한 사업
- 가축의 심사에 관한 사업
- 가축의 능력검정에 관한 사업
- 가축의 개량에 관한 연구, 조사사업
- 우량종축의 보급알선 사업
- 정부가 위촉하는 사업
- 기술지도사업 및 교육사업
- 가축의 정액혈통확인에 관한 사업
- 가축육종지도사업
- 기타 본회의 목적을 달성하기 위하여 필요한 사업